# Caraman
Caraman (okcitansko Caramanh) je naselje in občina v južnem francoskem departmaju Haute-Garonne regije Jug-Pireneji. Leta 2008 je naselje imelo 2.366 prebivalcev.

## Geografija
Naselje leži v pokrajini Languedoc 28 km jugovzhodno od Toulousa.

## Uprava
Caraman je sedež istoimenskega kantona, v katerega so poleg njegove vključene še občine Albiac, Auriac-sur-Vendinelle, Beauville, Le Cabanial, Cambiac, Caragoudes, Le Faget, Francarville, Loubens-Lauragais, Mascarville, Maureville, Mourvilles-Basses, Prunet, La Salvetat-Lauragais, Saussens, Ségreville, Toutens in Vendine s 5.848 prebivalci.
Kanton Caraman je sestavni del okrožja Toulouse.

## Zanimivosti
- renesančni grad Château du Croisillat s francoskim vrtom, začetek gradnje sega v leto 1472, preoblikovan v 17. stoletju, francoski zgodovinski spomenik,
- cerkev sv. Petra.